# 1980-as sakkolimpia
A 24. nyílt és 9. női sakkolimpiát 1980. november 20. és december 6. között rendezték meg Málta fővárosában Vallettában. A rendezvény a Nemzetközi Sakkszövetség (FIDE) égisze alatt került lebonyolításra. A versenyen nyílt és női kategóriában indulhattak a nevező országok csapatai. A verseny helyszíne a Mediterranean Conference Center  volt.
A magyar csapat a nyílt versenyen az olimpiai bajnoki cím védőjeként indult, a nők az előző olimpián a szovjet válogatott mögött ezüstérmet szereztek. Mindkét csapat ezúttal is kiváló teljesítményt nyújtott: a nyílt versenyen holtversenyben végeztünk az 1-2. helyen, a nők megvédték ezüstérmes pozíciójukat.

## A versenyzők és a bírói testület
Az 1980-as sakkolimpián a nyílt versenyre 82 csapat 483 versenyzője nevezett, köztük 58 nemzetközi nagymester és 75 nemzetközi mester. A női versenyen 42 csapatban 162 fő vett részt, köztük 1-1 abszolút nagymesteri és nemzetközi mesteri címmel rendelkező, valamint 6 női nemzetközi nagymester és 27 női nemzetközi mester.
A nyílt mezőnyben a legerősebb átlag Élő-pontszámmal, 2666-tal a szovjet  válogatott rendelkezett, amelyben először játszott olimpián az akkor 17 éves Garri Kaszparov. A magyar válogatott 2593-as átlag pontértéke a mezőnyben a 2. legerősebb volt. A nők mezőnyében az élen ugyanez volt a sorrend: 2370-es átlagértékkel a Szovjetunió vezette a mezőnyt, a magyarok 2232-es átlagértéke a 2. volt.
A verseny főbírója a német nemzetközi versenybíró Lothar Schmid volt.

## A verseny menete
A nyílt és a női verseny egymástól külön, 14 fordulós svájci rendszerben került megrendezésre. A nyílt versenyben a csapatok 6 főt nevezhettek, akik közül egy-egy fordulóban 4-en játszanak, a női versenyben 4 fő nevezésére volt lehetőség, akik közül egy időben hárman játszhattak. A csapatot alkotó versenyzők között előzetesen fel kellett állítani az erősorrendet, és azt meg kellett adni a versenybíróknak. A leadott erősorrendnek nem kell megegyeznie a versenyzők Élő-értékszámának sorrendjével. Az egyes fordulókban ennek az erősorrendnek a figyelembe vételével alkotnak párokat az egymással játszó a csapatok.
Az egyes játszmákban a játékosoknak fejenként 2,5 óra állt rendelkezésre 40 lépés megtételére, majd 10 lépésenként további 1-1 óra.
A csapatok pontszámát az egyes játékosok által elért eredmények összege adja. Egy játszmában a győzelemért 1 pont, a döntetlenért fél pont jár. A végeredmény, a csapatpontszám az így szerzett pontok alapján kerül meghatározásra.
Az olimpiai kiírás szerint holtverseny esetén elsődlegesen a Buchholz-számítás dönt. Ha ez is egyenlő, akkor a csapatpontszámokat veszik figyelembe oly módon, hogy egy csapatgyőzelem 2 pontot, a döntetlen 1 pontot ér.

## A nyílt verseny

### A magyar eredmények
| Forduló                            | Ellenfél                           | Portisch Lajos 2655  | Portisch Lajos 2655 | Ribli Zoltán 2610       | Ribli Zoltán 2610 | Sax Gyula 2570  | Sax Gyula 2570 | Csom István 2510     | Csom István 2510 | Faragó Iván 2505 | Faragó Iván 2505 | Pintér József 2535 | Pintér József 2535 | Pont |
| ---------------------------------- | ---------------------------------- | -------------------- | ------------------- | ----------------------- | ----------------- | --------------- | -------------- | -------------------- | ---------------- | ---------------- | ---------------- | ------------------ | ------------------ | ---- |
| 1                                  | Skócia                             | Pritchett 2390       | 1                   |                         |                   |                 |                | Svanson 2245         | 1                | Upton 2265       | 1                | McNab -            | 1                  | 4    |
| 2                                  | Norvégia                           | Helmers 2405         | 1                   | Heim 2335               | ½                 | Hoen 2395       | 1              | Sande 2340           | 1                |                  |                  |                    |                    | 3½   |
| 3                                  | Svédország                         | Andersson 2590       | ½                   | Karlsson 2405           | 1                 | Schneider 2450  | ½              | Wedberg 2425         | 1                |                  |                  |                    |                    | 3    |
| 4                                  | Izrael                             |                      |                     | Liberzon 2545           | ½                 | Bimboim 2455    | 0              |                      |                  | Grünfeld 2455    | 1                | Murey 2440         | 1                  | 2½   |
| 5                                  | Amerikai Egyesült Államok          | Alburt 2515          | ½                   | Seirawan 2510           | 1                 |                 |                | Christiansen 2485    | 1                |                  |                  | Shamkovich 2515    | ½                  | 3    |
| 6                                  | Anglia                             | Miles 2545           | 1                   | Steen 2530              | 1                 | Nunn 2515       | ½              |                      |                  | Spielman 2490    | 0                |                    |                    | 2½   |
| 7                                  | Szovjetunió                        | Anatolij Karpov 2725 | ½                   | Lev Polugajevszkij 2635 | ½                 | Mihail Tal 2705 | ½              | Garri Kaszparov 2595 | ½                |                  |                  |                    |                    | 2    |
| 8                                  | Jugoszlávia                        | Ljubojević 2590      | ½                   | Ivkov 2530              | ½                 | Parma 2520      | ½              | Nikolić 2330         | ½                |                  |                  |                    |                    | 2    |
| 9                                  | Finnország                         | Westerinen 2470      | 1                   | Rantanen 2425           | ½                 | Hurme 2380      | 1              | Mäki 2205            | 1                |                  |                  |                    |                    | 3½   |
| 10                                 | Hollandia                          | Jan Timman 2600      | ½                   | Sosonko 2545            | ½                 | Ree 2520        | 1              |                      |                  | Langeweg 2425    | 0                |                    |                    | 2    |
| 11                                 | Csehszlovákia                      | Hort 2595            | ½                   | Smejkal 2565            | ½                 | Plachetka 2480  | ½              | Lechtýnský 2450      | ½                |                  |                  |                    |                    | 2    |
| 12                                 | Románia                            | Gheorghiu 2605       | ½                   | Şubă 2470               | ½                 | Ghindă 2475     | 1              |                      |                  |                  |                  | Stoica 2435        | 1                  | 3    |
| 13                                 | Bulgária                           | Ermenkov 2495        | 1                   | Tringov 2455            | ½                 | Radulov 2465    | ½              | Georgiev 2465        | ½                |                  |                  |                    |                    | 2½   |
| 14                                 | Izland                             | Ólafsson, H. 2475    | 1                   | Árnason 2435            | 1                 | Pétursson 2425  | ½              |                      |                  |                  |                  | Hjartarson 2250    | 1                  | 3½   |
| Szerzett pontszám (Játszmák száma) | Szerzett pontszám (Játszmák száma) | 9½ (13)              | 9½ (13)             | 8½ (13)                 | 8½ (13)           | 7½ (12)         | 7½ (12)        | 7 (9)                | 7 (9)            | 2 (4)            | 2 (4)            | 4½ (5)             | 4½ (5)             |      |
| Teljesítményérték                  | Teljesítményérték                  | 2713                 | 2713                | 2601                    | 2601              | 2577            | 2577           | 2613                 | 2613             | 2409             | 2409             | 2734               | 2734               |      |

Ezen az olimpián még csak a táblánkénti százalékos teljesítményt értékelték és jutalmazták éremmel. Az egyéni teljesítmények alapján a 2734-es teljesítményértékkel Pintér József végzett volna az első helyen, megelőzve Anatolij Karpovot, aki 2729-et teljesített, és Portisch Lajost, aki 2713-at.
Csom István a 4. táblán elért 77,9%-os eredménnyel aranyérmet szerzett.

### A verseny végeredménye
| #  | Ország                    | Átlag Élő-pont | Telj. érték | Pont | Buchholz |
| -- | ------------------------- | -------------- | ----------- | ---- | -------- |
| 1  | Szovjetunió               | 2666           | 2607        | 39   | 449.5    |
| 2  | Magyarország              | 2593           | 2617        | 39   | 448.0    |
| 3  | Jugoszlávia               | 2541           | 2549        | 35   |          |
| 4  | Amerikai Egyesült Államok | 2514           | 2503        | 34   |          |
| 5  | Csehszlovákia             | 2530           | 2521        | 33   |          |
| 6  | Anglia                    | 2520           | 2509        | 32½  | 453.0    |
| 7  | Lengyelország             | 2419           | 2446        | 32½  | 424.0    |
| 8  | Izrael                    | 2474           | 2469        | 32   | 439.0    |
| 9  | Kanada                    | 2385           | 2403        | 32   | 410.5    |
| 10 | Hollandia                 | 2533           | 2473        | 31½  | 449.5    |

Egyéni érmesek
Egyénileg táblánként a három legjobb százalékot elért versenyző kapott érmet.

#### Első tábla
|           | Versenyző       | Ország               | Pont | Játszma | Százalék |
| --------- | --------------- | -------------------- | ---- | ------- | -------- |
| Aranyérem | William Hook    | Brit Virgin-szigetek | 11,5 | 14      | 82,1     |
| Ezüstérem | Saifudin Kanani | Kenya                | 9,5  | 12      | 79,2     |
| Bronzérem | Eugenio Torre   | Fülöp-szigetek       | 11   | 14      | 78,6     |

#### Második tábla
|           | Versenyző       | Ország                    | Pont | Játszma | Százalék |
| --------- | --------------- | ------------------------- | ---- | ------- | -------- |
| Aranyérem | Yrjö Rantanen   | Finnország                | 9,5  | 13      | 73,19    |
| Ezüstérem | Yasser Seirawan | Amerikai Egyesült Államok | 8    | 11      | 72,7     |
| Bronzérem | Derek Harris    | Bermuda                   | 7    | 10      | 70       |

#### Harmadik tábla
|           | Versenyző            | Ország        | Pont | Játszma | Százalék |
| --------- | -------------------- | ------------- | ---- | ------- | -------- |
| Aranyérem | José Felix Villareal | Mexikó        | 9    | 11      | 81,8     |
| Ezüstérem | Adam Kuligowski      | Lengyelország | 10   | 13      | 76,9     |
| Ezüstérem | Mohamed Rafiq Khan   | India         | 10   | 13      | 76,9     |

#### Negyedik tábla
|           | Versenyző          | Ország       | Pont | Játszma | Százalék |
| --------- | ------------------ | ------------ | ---- | ------- | -------- |
| Aranyérem | Csom István        | Magyarország | 9    | 11      | 77,8     |
| Ezüstérem | Harry Schüssler    | Svédország   | 6,5  | 9       | 72,2     |
| Ezüstérem | Efim Geller        | Szovjetunió  | 6,5  | 9       | 72,2     |
| Ezüstérem | Christian Langeweg | Hollandia    | 6,5  | 9       | 72,2     |
| Ezüstérem | Johan Goormachtigh | Belgium      | 6,5  | 9       | 72,2     |

#### Ötödik játékos (első tartalék)
|           | Versenyző        | Ország      | Pont | Játszma | Százalék |
| --------- | ---------------- | ----------- | ---- | ------- | -------- |
| Aranyérem | Jurij Balasov    | Szovjetunió | 7,5  | 10      | 75       |
| Aranyérem | Bjørn Tiller     | Norvégia    | 6    | 8       | 75       |
| Bronzérem | Jacob Øst-Hansen | Dánia       | 8    | 11      | 72,7     |

#### Hatodik játékos (második tartalék)
|           | Versenyző       | Ország      | Pont | Játszma | Százalék |
| --------- | --------------- | ----------- | ---- | ------- | -------- |
| Aranyérem | Predrag Nikolić | Jugoszlávia | 6,5  | 8       | 81,3     |
| Ezüstérem | Andrew Borg     | Málta „B”   | 8    | 10      | 80       |
| Bronzérem | Garri Kaszparov | Szovjetunió | 9,5  | 12      | 79,2     |

## Női verseny
| Forduló                            | Ellenfél                           | Verőci Zsuzsa 2285      | Verőci Zsuzsa 2285 | Ivánka Mária 2260      | Ivánka Mária 2260 | Porubszky Mária 2135 | Porubszky Mária 2135 | Csonkics Tünde 2150 | Csonkics Tünde 2150 | Pont |
| ---------------------------------- | ---------------------------------- | ----------------------- | ------------------ | ---------------------- | ----------------- | -------------------- | -------------------- | ------------------- | ------------------- | ---- |
| 1                                  | Kolumbia                           | Guggenberger 1935       | 1                  | Leyva 1930             | ½                 | Maya de Alzate -     | 1                    |                     |                     | 2½   |
| 2                                  | Svájc                              | Veprek 1960             | 1                  | Bürgin 1950            | 1                 | Schladetzky 1810     | 1                    |                     |                     | 3    |
| 3                                  | Amerikai Egyesült Államok          |                         |                    | Savereide 2304         | ½                 | Crotto 2243          | 1                    | Frenkel 2259        | 1                   | 2½   |
| 4                                  | Bulgária                           | Lemacsko 2235           | 1                  | Bojadjieva 2120        | 1                 | Voiska 2060          | 1                    |                     |                     | 3    |
| 5                                  | Szovjetunió                        | Maia Csiburdanidze 2400 | ½                  | Nana Alekszandria 2335 | 1                 | Nana Ioszeliani 2310 | 0                    |                     |                     | 1½   |
| 6                                  | Románia                            | Polihroniade 2230       | ½                  | Baumstark 2145         | 1                 |                      |                      | Nuţu 2190           | 0                   | 1½   |
| 7                                  | NSZK                               | Fischdick 2235          | ½                  | Hund B. 2110           | 1                 | Hund I. -            | 1                    |                     |                     | 2½   |
| 8                                  | Lengyelország                      | Ereńska-Radzewska 2215  | ½                  | Wiese 2075             | ½                 | Brustman 2010        | ½                    |                     |                     | 1½   |
| 9                                  | Spanyolország                      | García Vicente 2175     | ½                  | Ferrer Lucas 2065      | ½                 | García Padron 2125   | 1                    |                     |                     | 2    |
| 10                                 | Hollandia                          | Vreeken 2160            | 1                  | Belle 2075             | 1                 |                      |                      | Van Parreren 2040   | 1                   | 3    |
| 11                                 | Izrael                             | Glaz -                  | 1                  | Kristol 2155           | 1                 | Podrazhanskaya 2115  | 0                    |                     |                     | 2    |
| 12                                 | Franciaország                      | Merlini 2060            | 1                  | Ruck-Petit 1965        | 1                 |                      |                      | Legende -           | 1                   | 3    |
| 13                                 | Jugoszlávia                        | Marković 2170           | ½                  | Dragašević 2140        | ½                 | Štadler 2115         | 1                    |                     |                     | 2    |
| 14                                 | Kína                               | Liu Shilan 1930         | 1                  | Wu Mingqian -          | ½                 | An Yangfeng -        | ½                    |                     |                     | 2    |
| Szerzett pontszám (Játszmák száma) | Szerzett pontszám (Játszmák száma) | 10 (13)                 | 10 (13)            | 11 (14)                | 11 (14)           | 8 (11)               | 8 (11)               | 3 (4)               | 3 (4)               |      |
| Teljesítményérték                  | Teljesítményérték                  | 2327                    | 2327               | 2302                   | 2302              | 2180                 | 2180                 | 2151                | 2151                |      |

### A női verseny végeredménye
| #  | Ország        | Átlag értékszám | Pont | Buchholz |
| -- | ------------- | --------------- | ---- | -------- |
| 1  | Szovjetunió   | 2370            | 32½  |          |
| 2  | Magyarország  | 2232            | 32   |          |
| 3  | Lengyelország | 2148            | 26½  |          |
| 4  | Románia       | 2200            | 26   |          |
| 5  | NSZK          | 2152            | 24   | 339.5    |
| 6  | Kína          | 1843            | 24   | 338.5    |
| 7  | Izrael        | 2113            | 23½  | 339.5    |
| 8  | Jugoszlávia   | 2142            | 23½  | 333.5    |
| 9  | Bulgária      | 2138            | 23   | 340.0    |
| 10 | Brazília      | 1850            | 23   | 300.5    |

Egyéni érmesek
A táblánkénti sorrendben az értékelésnél figyelembe vehető játszmaszámot (8 játék) tekintve a magyar válogatott tagjai minden táblán a 2. legjobb eredményt elérve szereztek egy-egy egyéni ezüstérmet is.

#### Első tábla
|           | Versenyző               | Ország        | Pont | Játszma | Százalék |
| --------- | ----------------------- | ------------- | ---- | ------- | -------- |
| Aranyérem | Maia Csiburdanidze      | Szovjetunió   | 11,5 | 13      | 88,5     |
| Ezüstérem | Verőci Zsuzsa           | Magyarország  | 10   | 13      | 76,9     |
| Bronzérem | Hanna Ereńska-Radzewska | Lengyelország | 9    | 13      | 69,2     |

#### Második tábla
|           | Versenyző          | Ország       | Pont | Játszma | Százalék |
| --------- | ------------------ | ------------ | ---- | ------- | -------- |
| Aranyérem | Nona Gaprindasvili | Szovjetunió  | 9,5  | 12      | 79,2     |
| Ezüstérem | Ivánka Mária       | Magyarország | 11   | 14      | 78,6     |
| Bronzérem | Barbara Hund       | NDK          | 9    | 13      | 69,2     |

#### Harmadik tábla
|           | Versenyző                   | Ország       | Pont | Játszma | Százalék |
| --------- | --------------------------- | ------------ | ---- | ------- | -------- |
| Aranyérem | Daniele Nutu                | Románia      | 7,5  | 10      | 75       |
| Ezüstérem | Angyalosiné Porubszky Mária | Magyarország | 8    | 11      | 72,7     |
| Bronzérem | Teresa Stadler              | Jugoszlávia  | 6    | 9       | 66,7     |

#### Negyedik játékos (tartalék)
|           | Versenyző          | Ország        | Pont | Játszma | Százalék |
| --------- | ------------------ | ------------- | ---- | ------- | -------- |
| Aranyérem | Nana Ioszeliani    | Szovjetunió   | 7,5  | 9       | 83,3     |
| Ezüstérem | Agniezska Brustman | Lengyelország | 8    | 11      | 72,7     |
| Bronzérem | Lea Nudelman       | Izrael        | 6,5  | 9       | 72,2     |